# シンクリノイガ
シンクリノイガ Cenchrus echinatus L. はイネ科の植物の1つ。栗のイガのような鋭い棘を持つ穂を付ける。日本では外来種として南部地域に見られる。

## 特徴
1年生の草本。草丈は15-80cm。茎の下部は分岐して膝曲がりになり、あるいは匍匐して往々に株の節から根を下ろす。節はやや膨らんでいるが無毛である。葉身は長さ4-25cm、幅4-12mm、毛があるか、または無毛となっている。葉鞘はその縁と口の部分に白い毛が生えており、葉舌は長さ1-2mmの毛が並ぶ。
花序は円柱状で直立しており、長さは3-10cm。鋭い棘を生やした壷状の構造が15-50個ほど付き、それらは互いに多少の間を開けて着いているので外からでも花序の主軸が見える。この壷状の構造は総苞に当たるもので、それぞれ内部に2-3個の小穂が入っている。総苞は長さ5-10mm、幅5-6mmで、先端側は数個の裂片に分かれており、全体に白くてやや長い柔らかい毛が一面に生えている。総苞から出ている棘には2つの型があり、長さが2-5mmに達する太い棘と、それに総苞の基部を輪状に取り巻いて出ている細く短い棘がある。総苞の裂片は、成熟するとその面の一部が基部近くまで深く裂け、その部分で小穂が見えるようになる。小穂は総苞に包まれて2-3個が入っている。
小穂は長さ5-7mmで卵形をしており、2個の小花を含む。第1包頴は1脈があり、第2包頴は4-5脈があり、果胞の第1小花は不実で護頴は膜質、情報の第2小花は完全花で護頴はやや革質で光沢がある。果実はやや扁平で長さ1.5mm、頴から離れやすくなっている。

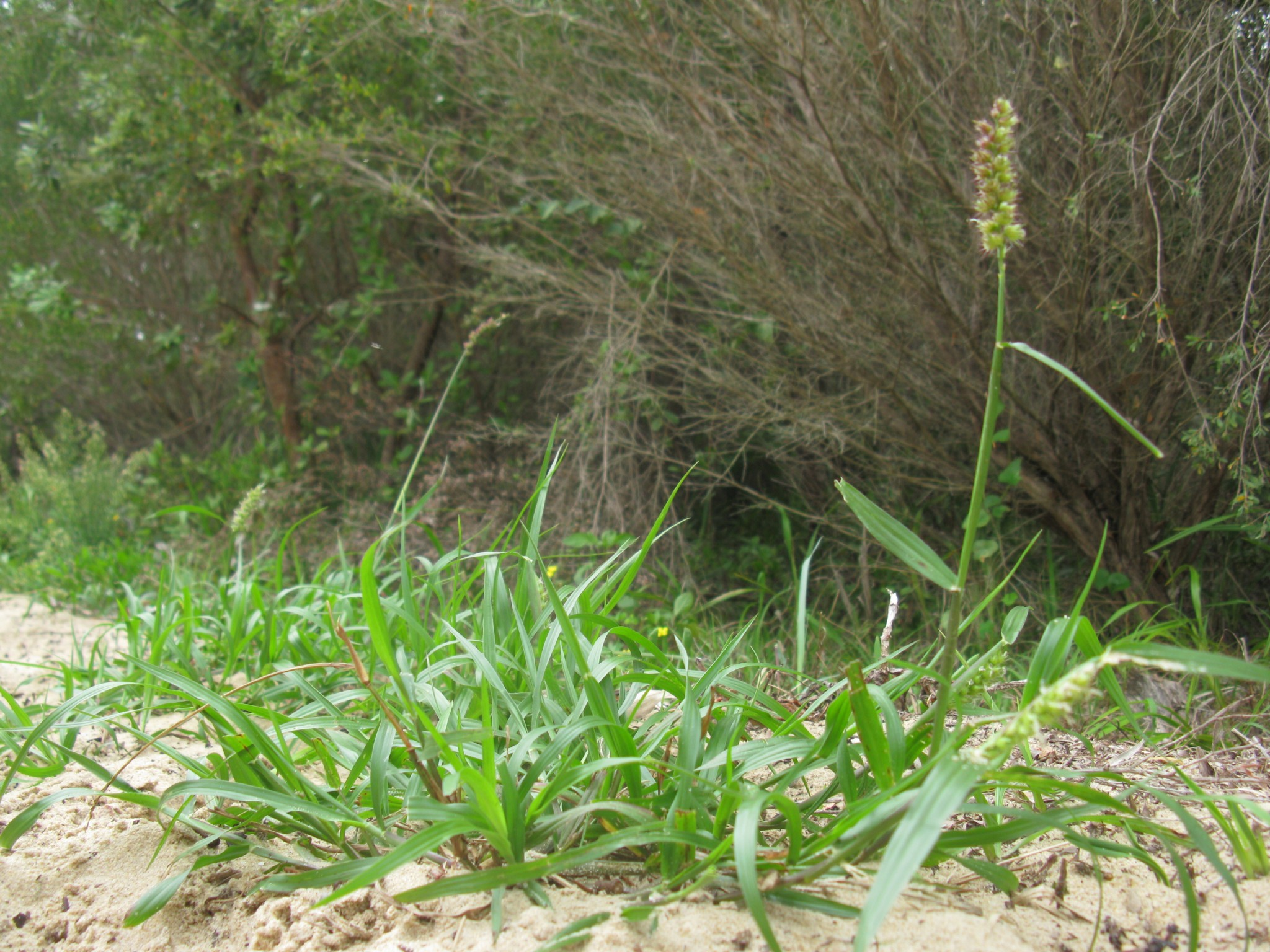
全体の様子
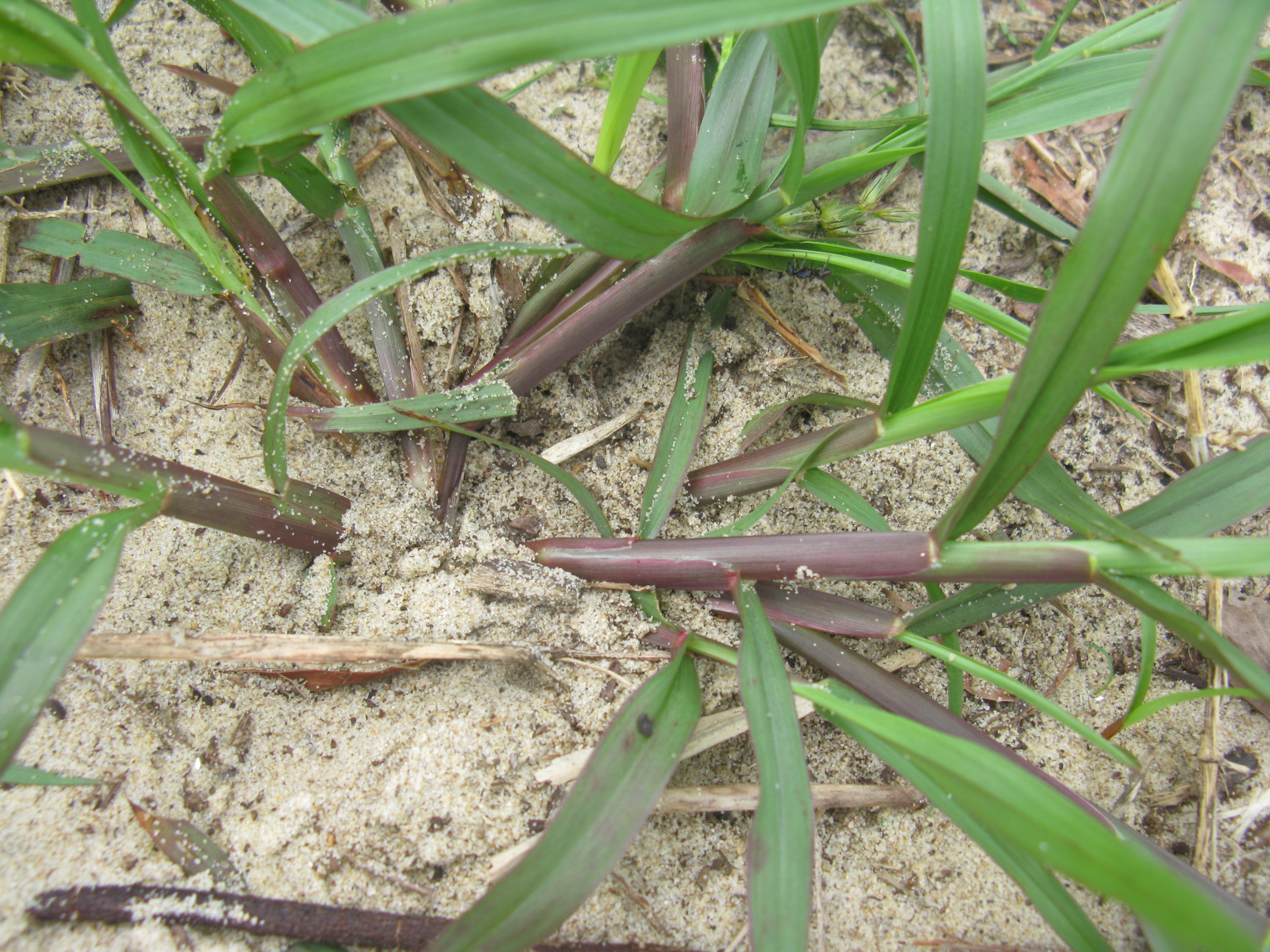
若い株の基部
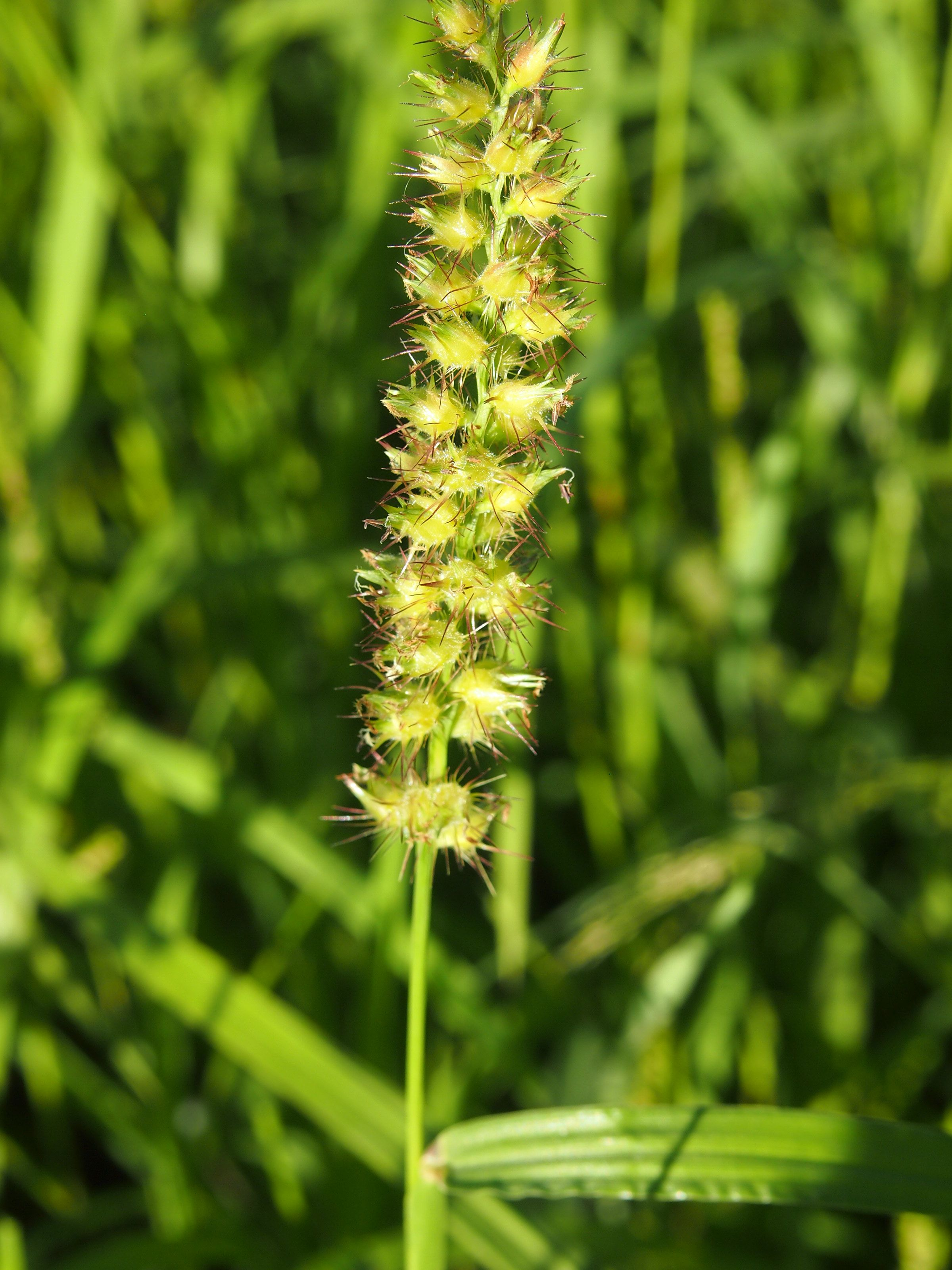
若い穂の様子
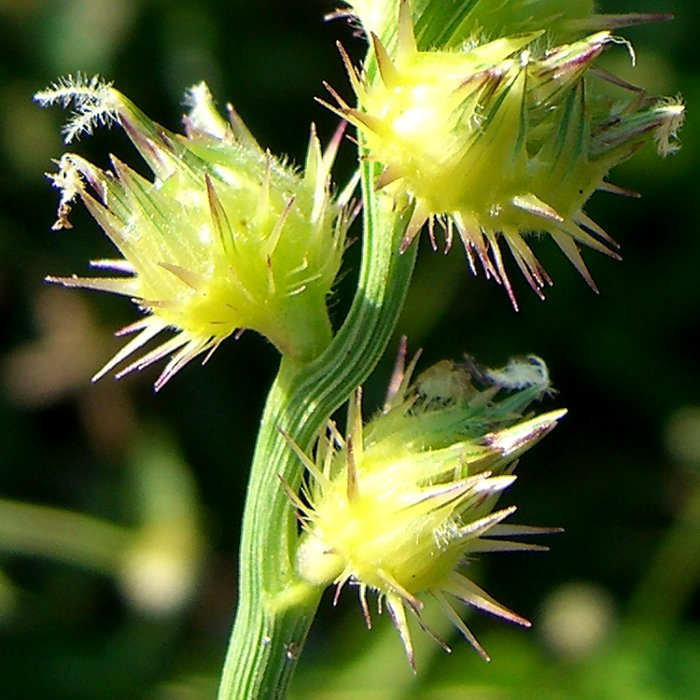
開花中の総苞
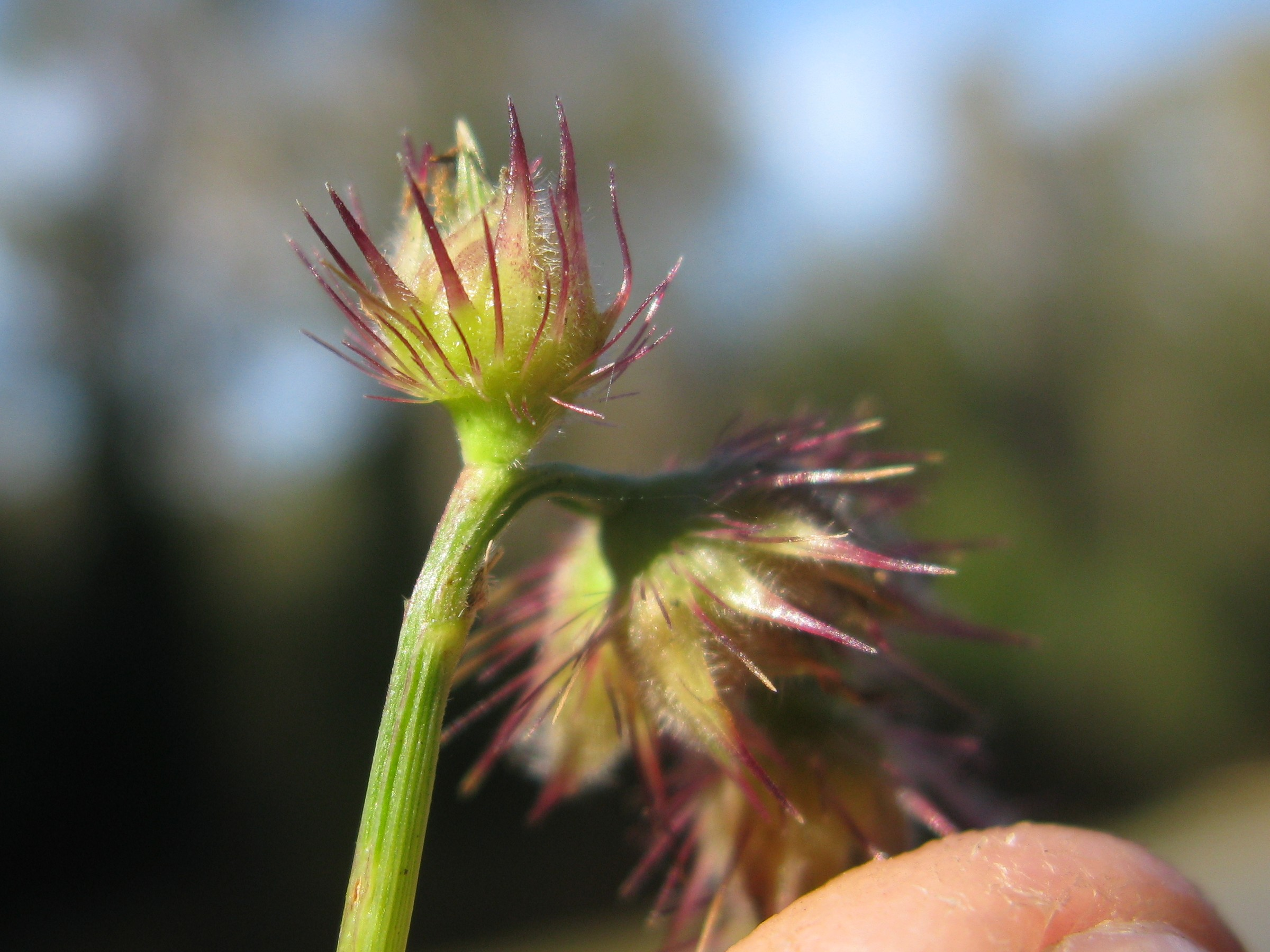
ほぼ成熟した総苞
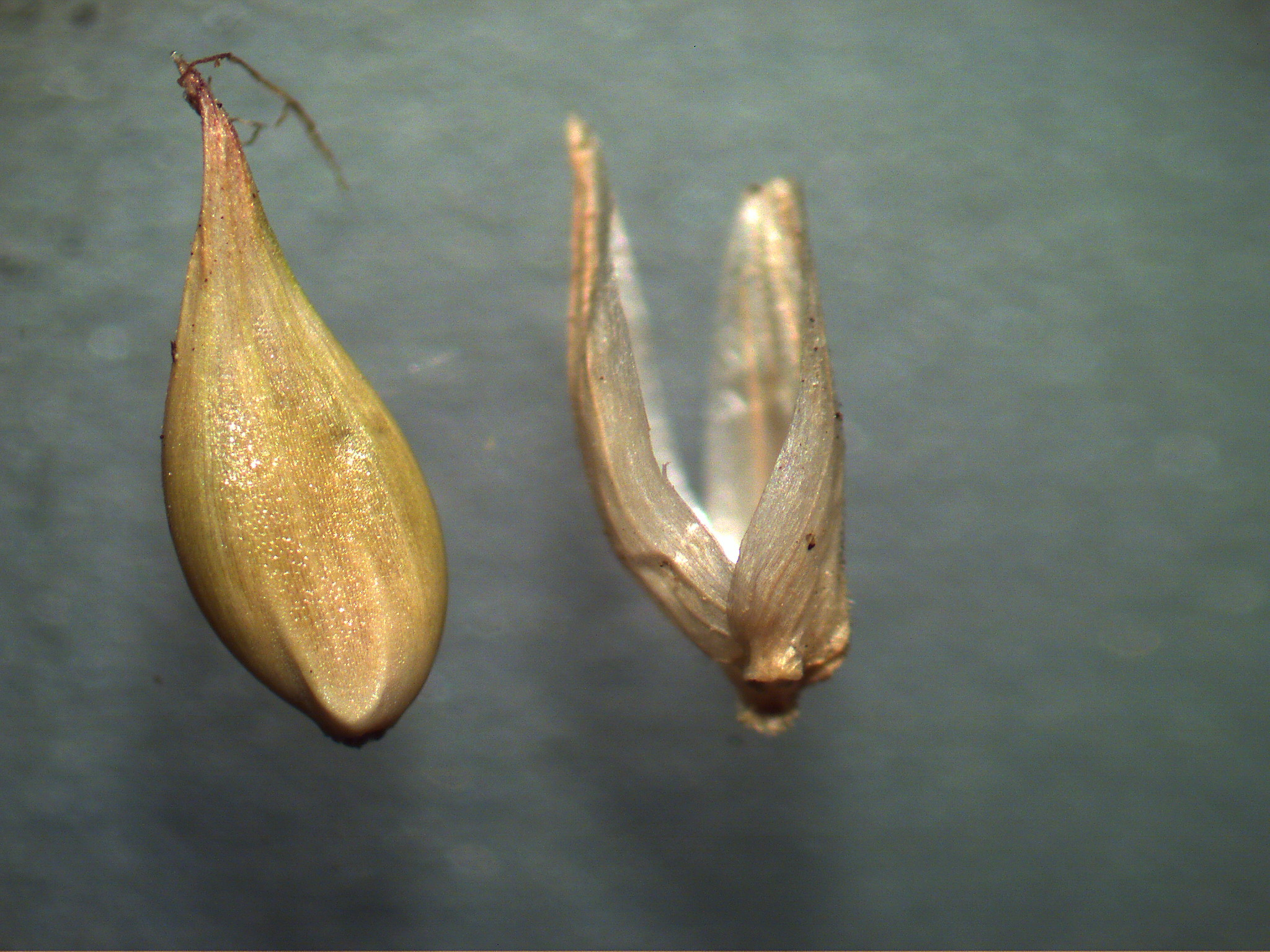
総苞から取り出された小穂

## 分布と生育環境
原産地は熱帯アメリカと清水編(2003)や初島(1975)にはあり、長田(1993)は中央アメリカ原産としているが、大橋他編(2016)は熱帯アフリカ原産としておりなかなか情報が錯綜している。タイプ産地はジャマイカとのこと。
日本では本州の関東以西から琉球列島、小笠原諸島に移入種として生育しており、特に琉球と小笠原には古い時代に侵入したと考えられるが、本土への移入の時期は分かっていない。
日本では都市近くの荒れ地に帰化してみられる。

## 分類、類似種など
クリノイガ属は世界の熱帯域を中心に22種が知られるが、日本には在来種はない。清水編(2003)は本属の帰化種を6種記録しているが、本種以外は記録がある程度であり、普通に見られるのは本種のみであるとしている。大橋他編(2016)も本種のみを取り上げている。
清水編(2003)によると日本から記録がある本属の種の中で本種を判別する特徴として以下のような点を挙げている。
- 花序当たりの総苞は15個以上、総苞の棘は鋭くて触れると痛むほど、ただし棘は成熟しても先端向きになっていて反り返らず、また総苞基部を取り巻く細く小さい棘がある。

このような点でよく似ているのはクリノイガ C. brownii で、本種に比べて総苞が小さく(4-5mm)、その表面に細毛が密生すること、花序につく双方は互いに寄り合って付き、外からは主軸が見えない、といった点で区別できる。ただし日本で過去にこの種の名で記録されたもののほとんどは本種であったと言い、琉球列島や小笠原でも本種は希であるという。また過去には本種にクリノイガの和名が当てられていた事例もあり、混乱が生じやすいともいう。

## 利害
牧草として用いられることもあり、牛の菜食圧に耐える良質の牧草、との評価がある。
他方で道路脇の雑草として普通の存在であるが、その総苞はひっつき虫として働く。その棘は凶悪といってよく、人の肌に刺さるほどである。